# 매지방어

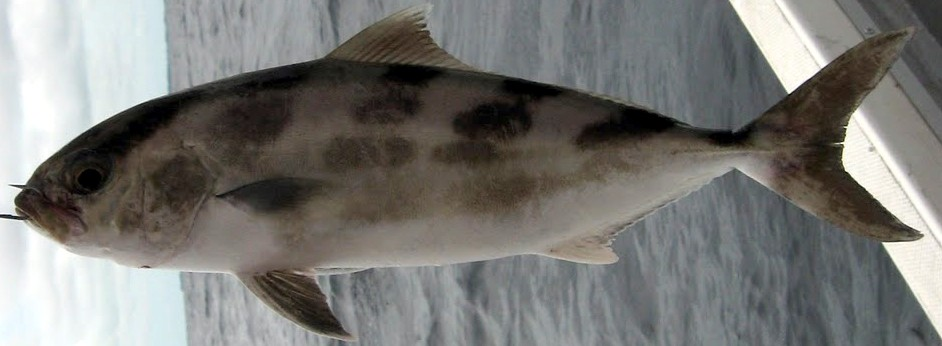

매지방어(학명:Seriolina nigrofasciata)는 전갱이목 전갱이과에 속하는 물고기이다. 몸길이는 70cm로 중형어류에 속한다.

## 특징과 먹이
매지방어는 어린 유어인 시기엔 매우 아름다운 줄무늬를 가지는 어종이다. 매지방어는 어린 유어인 시기에는 노란색과 검은색의 줄무늬를 가지지만 점차 자라나면서 푸른색으로 바뀌어 나가게 된다. 성어가 되면 줄무늬에도 변화가 생기는데 유어나 청소년기에는 줄무니가 매우 선명하지만 성어가 되면서 줄무늬가 점차 희미해지게 되며 몸의 색도 갈색을 띈 푸른색에 6줄의 회색을 띈 흑색의 가로띠들을 가지게 된다. 몸은 방추형으로 몸의 높이가 머리의 길이보다 약간 높으며 옆으로 납작하고 입이 크다. 또한 지느러미는 전부 회색을 띄며 다만 등지느러미는 회색에 검은 얼룩의 점이 나 있는 특징이 있다. 먹이로는 멸치, 청어, 정어리, 꽁치 등의 작은물고기들과 오징어와 같은 두족류, 갑각류를 주로 잡아먹는 육식성물고기에 속한다.

## 서식지와 어획
매지방어의 주요서식지는 서부 태평양, 인도양, 동부 대서양이 있으며 대한민국, 일본 남부, 남아프리카 남동부까지 널리 분포한다. 대한민국에서는 주로 동해 남부, 남해, 제주도에 주로 서식하며 수심 20~150m의 대륙붕으로 이뤄진 암초 지대에서 주로 서식하는 표해수대의 어류이다. 매지방어는 식용으로도 이용이 되는데 회를 포함해 구이나 매운탕 등으로 다양하게 요리해서 먹는다.

## 같이 보기
- 전갱이목
- 전갱이과